# Vlčatín
Vlčatín (dříve též Vlčetín, německy Wlcžatin, Wiltschatin) je obec v okrese Třebíč v Kraji Vysočina. Leží asi 9 km severně od města Třebíč a 6 km jižně od města Velké Meziříčí. Žije zde 144 obyvatel.
Nad vesnicí na tyčí Vlčatínský vrch, Telečkov a  Hradisko. Obcí protéká řeka Oslavička.
Sousedními obcemi sídla jsou Oslavička, Hodov, Rudíkov, Hroznatín, Nový Telečkov a Horní Heřmanice.

## Název
Jméno vesnice bylo odvozeno od osobního jména Vlčata a jeho význam byl "Vlčatův majetek".

## Geografie
Vlčatín se nachází v údolí řeky Oslavičky na Křižanovské vrchovině. Na severozápadě obce stoupají kopce Telečkov (604 m) a Hradisko (589 m), na východě obce Vlčatínský vrch (590 m), na západě Na Hlavinách (606 m). Přes obec vede železniční trať ze Studence do Křižanova.
Obec sousedí s Novým Telečkovem na severu, Oslavičkou na severovýchodě, s Rohy na východě, na jihovýchodě s Hodovem, na jihu s Rudíkovem, na jihozápadě s Hroznatínem, na západě s Batouchovicemi a na severozápadě s Bochovicemi.

## Historie
První písemná zmínka o obci pochází z roku 1296, v tu dobu byl Vlčatín součástí okareckého panství. Roku 1417 patřila obec Vlčkovi z Okárce, roku 1447 byla převedena do majetku Mikuláši Neprovi z Vojslavic, který vlastnil již tvrz na Pozďatíně, v roce 1453 přikoupil i Hroznatín, s tím pak měl Vlčatín stejné majitele.
V roce 1497 prodali Neprové z Vojslavic majetky Zikmundovi z Mírova, součástí prodeje byl Pozďatín, Vlčatín, Hroznatín a Bochovice. V roce 1538 pak vesnice zakoupil Smil Osovský z Doubravice a v roce 1555 pak vesnice získal Burian Osovský z Doubravice, který je prodal Oldřichovi z Lomnice a vesnice tak patřily pod náměšťské panství. V roce 1881 byl Jindřichem Haugwicem prodán Hroznatín, Batouchovice, Vlčatín a Bochovice Ludvíkovi a Jindřichovi Hellerovým a Adolfovi Lieblichovi. V roce 1884 zemřel Ludvík Heller a jeho podíl zdědil jeho syn Ludvík, ten v roce 1893 přikoupil i polovinu statku od Adolfa Lieblicha a následně zdědil i podíl Jindřicha Hellera. Od roku 1893 se v obci vede kronika.
Mezi lety 1885 a 1886 byla nedaleko obce postavena železniční dráha z Velkého Meziříčí do Studence. Roku 1886 také byl zakoupen zvon do místní kaple. Mezi lety 1902 a 1903 byla postavena silnice mezi rudíkovským nádražím a Batouchovicemi. V roce 1903 pak byla postavena nová kaplička. V roce 1928 byl založen sbor dobrovolných hasičů a v roce 1932 byla postavena silnice z Vlčatína do Hroznatína. Roku 1938 byla vesnice elektrifikována. Po skončení druhé světové války bylo v roce 1953 založeno ve vsi JZD a také byl do vesnice zaveden telefon. JZD však bylo v roce 1955 zrušeno a v roce 1956 bylo založeno JZD třetího typu. V roce 1969 pak byla silnice od rudíkovského nádraží vyasfaltována. JZD však bylo v roce 1971 sloučeno s JZD Mezilesí v Rudíkově (tam již bylo roku 1961 začleněno JZD v Hroznatíně). V letech 1971 až 1974 také byla vesnice kanalizována. Roku 1978 byl po vesnici rozveden vodovod.
Po sametové revoluci se vesnice osamostatnila a v roce 1993 byla vybudována železniční zastávka. V roce 1998 byl telefon rozveden do všech domů ve vsi. Roku 2002 byla obec plynofikována a v roce 2007 byl ve vsi regulován potok.
V roce 1790 byla obec tvořena celkem 21 domy a měla 135 obyvatel. Po roce 1850 se Vlčatín stal součástí Rudíkova a také okresu Velké Meziříčí, od roku 1887 je obec opět samostatná. Mezi lety 1885 a 1886 byla postavena železnice ze Studence do Křižanova. Od roku 1961 byl zrušen okres Velké Meziříčí a Vlčatín tak byl opět přidělen do okresu Třebíč.
Do roku 1849 patřil Vlčatín do náměšťského panství, od roku 1850 patřil do okresu Jihlava, pak od roku 1855 do okresu Velké Meziříčí a od roku 1960 do okresu Třebíč. Mezi lety 1850 a 1884 patřil Vlčatín pod Rudíkov a mezi lety 1980 a 1990 byla obec začleněna opět pod Rudíkov, následně se obec osamostatnila.

## Obyvatelstvo
| Rok            | 1869 | 1880 | 1890 | 1900 | 1910 | 1921 | 1930 | 1950 | 1961 | 1970 | 1980 | 1991 | 2001 | 2011 | 2021 |
| -------------- | ---- | ---- | ---- | ---- | ---- | ---- | ---- | ---- | ---- | ---- | ---- | ---- | ---- | ---- | ---- |
| Počet obyvatel | 187  | 196  | 188  | 215  | 240  | 224  | 222  | 186  | 181  | 169  | 174  | 174  | 146  | 147  | 139  |
| Počet domů     | 28   | 28   | 31   | 36   | 42   | 37   | 38   | 40   | 40   | 44   | 44   | 50   | 53   | 57   | 53   |

## Doprava
Obcí probíhá železniční trať z Velkého Meziříčí do Náměšti nad Oslavou.

## Politika

### Volby do Poslanecké sněmovny
|       | 2006               | 2010               | 2013               | 2017               | 2021               |
| ----- | ------------------ | ------------------ | ------------------ | ------------------ | ------------------ |
| 1.    | ČSSD (39,75 %)     | ČSSD (24,39 %)     | ČSSD (27,27 %)     | KDU-ČSL (20,98 %)  | SPOLU (35,52 %)    |
| 2.    | KDU-ČSL (24,09 %)  | KDU-ČSL (19,51 %)  | KDU-ČSL (22,07 %)  | ANO (19,75 %)      | ANO (26,31 %)      |
| 3.    | ODS (16,86 %)      | VV (13,41 %)       | ANO 2011 (12,98 %) | ČSSD (12,34 %)     | SPD (10,52 %)      |
| účast | 71,55 % (83 z 116) | 70,09 % (82 z 117) | 67,54 % (77 z 114) | 73,64 % (81 z 110) | 66,67 % (76 z 114) |

### Volby do krajského zastupitelstva
|      | 1.                | 2.                     | 3.                    | účast              |
| ---- | ----------------- | ---------------------- | --------------------- | ------------------ |
| 2000 | 4KOALICE (48 %)   | ČSSD (16 %)            | SV (12 %)             | 45,61 % (52 z 114) |
| 2004 | KDU-ČSL (37,14 %) | KSČM (17,14 %)         | ČSSD (14,28 %)        | 30,17 % (35 z 116) |
| 2008 | ČSSD (42,1 %)     | KDU-ČSL (22,8 %)       | KSČM (10,52 %)        | 49,57 % (57 z 115) |
| 2012 | ČSSD (37,03 %)    | Pro Vysočinu (16,66 %) | KSČM (12,96 %)        | 46,96 % (54 z 115) |
| 2016 | ČSSD (31,25 %)    | KDU-ČSL (20,83 %)      | ANO 2011 (10,41 %)    | 46,67 % (49 z 105) |
| 2020 | Piráti (25 %)     | ANO (25 %)             | ODS+STO (13,88 %)     | 32,74 % (37 z 113) |
| 2024 | ANO (34,69 %)     | KDU-ČSL (20,4 %)       | STAN+SNK ED (18,36 %) | 45,87 % (50 z 109) |

### Prezidentské volby
V prvním kole prezidentských voleb v roce 2013 první místo obsadil Miloš Zeman (45 hlasů), druhé místo obsadil Karel Schwarzenberg (10 hlasů) a třetí místo obsadil Zuzana Roithová (9 hlasů). Volební účast byla 82,30 %, tj. 93 ze 113 oprávněných voličů. V druhém kole prezidentských voleb v roce 2013 první místo obsadil Miloš Zeman (69 hlasů) a druhé místo obsadil Karel Schwarzenberg (18 hlasů). Volební účast byla 76,99 %, tj. 87 ze 113 oprávněných voličů.
V prvním kole prezidentských voleb v roce 2018 první místo obsadil Pavel Fischer (27 hlasů), druhé místo obsadil Miloš Zeman (27 hlasů) a třetí místo obsadil Jiří Drahoš (8 hlasů). Volební účast byla 76,64 %, tj. 82 ze 107 oprávněných voličů. V druhém kole prezidentských voleb v roce 2018 první místo obsadil Miloš Zeman (53 hlasů) a druhé místo obsadil Jiří Drahoš (31 hlasů). Volební účast byla 79,25 %, tj. 84 ze 106 oprávněných voličů.
V prvním kole prezidentských voleb v roce 2023 první místo obsadil Andrej Babiš (22 hlasů), druhé místo obsadil Pavel Fischer (15 hlasů) a třetí místo obsadil Petr Pavel (15 hlasů). Volební účast byla 66,98 %, tj. 71 ze 106 oprávněných voličů. V druhém kole prezidentských voleb v roce 2023 první místo obsadil Petr Pavel (44 hlasů) a druhé místo obsadil Andrej Babiš (37 hlasů). Volební účast byla 75,93 %, tj. 82 ze 108 oprávněných voličů.

## Zajímavosti a pamětihodnosti
- Kaple Neposkvrněného početí Panny Marie z roku 1910
- Pamětní deska a boží muka k úmrtí Jana Zahradníčka, který zde zemřel v roce 1960 při převozu do třebíčské nemocnice[27]

Severozápadně od obce je kopec zvaný Hradisko, prý na něm stával dřevěný hrad, zachovaly se už pouze valy zaniklé tvrze, která prý nesla název Kočičí hrádek. Byl vypálen a pobořen vojsky Jana Žižky. 

## Galerie

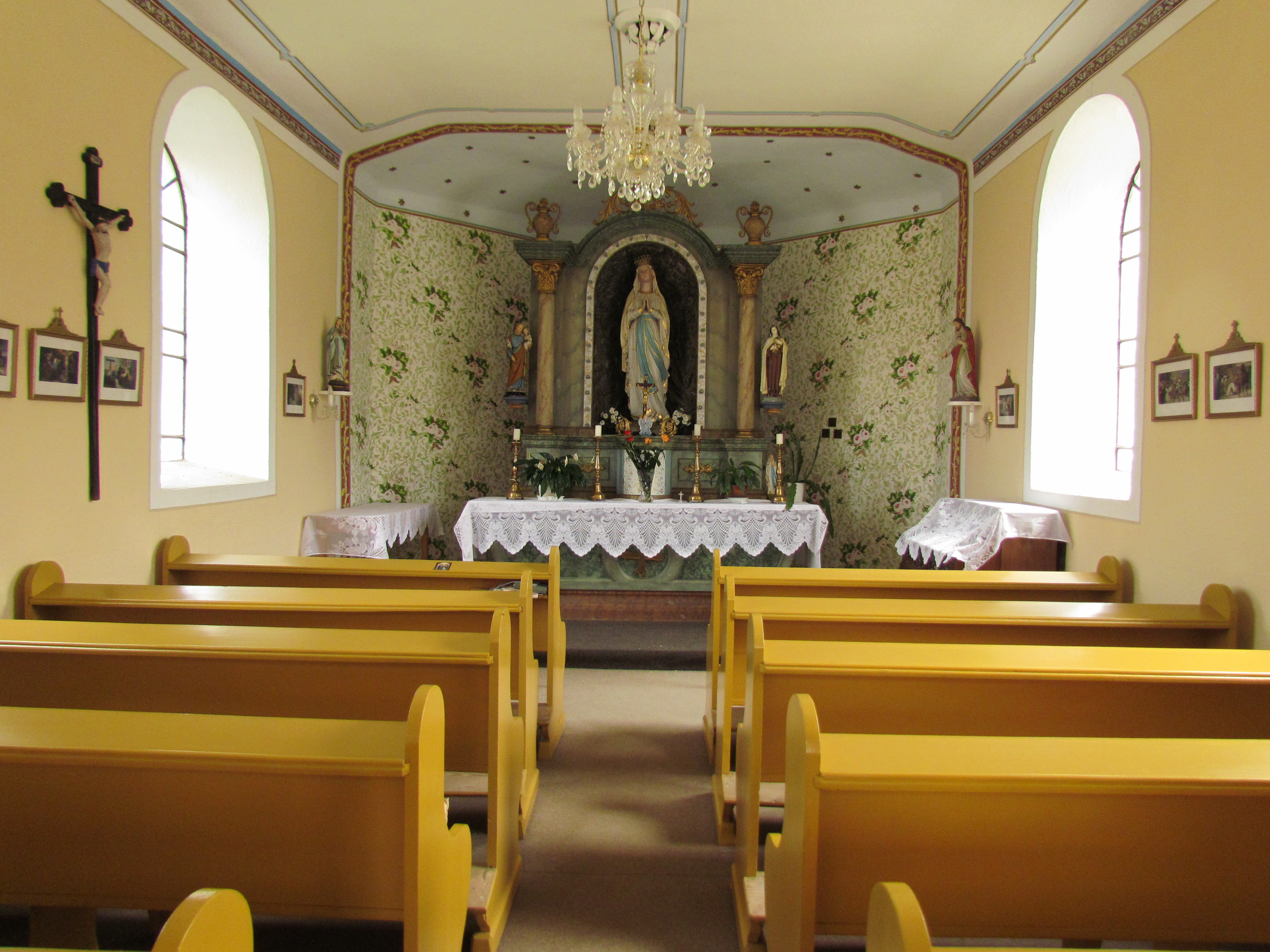
Interiér kaple
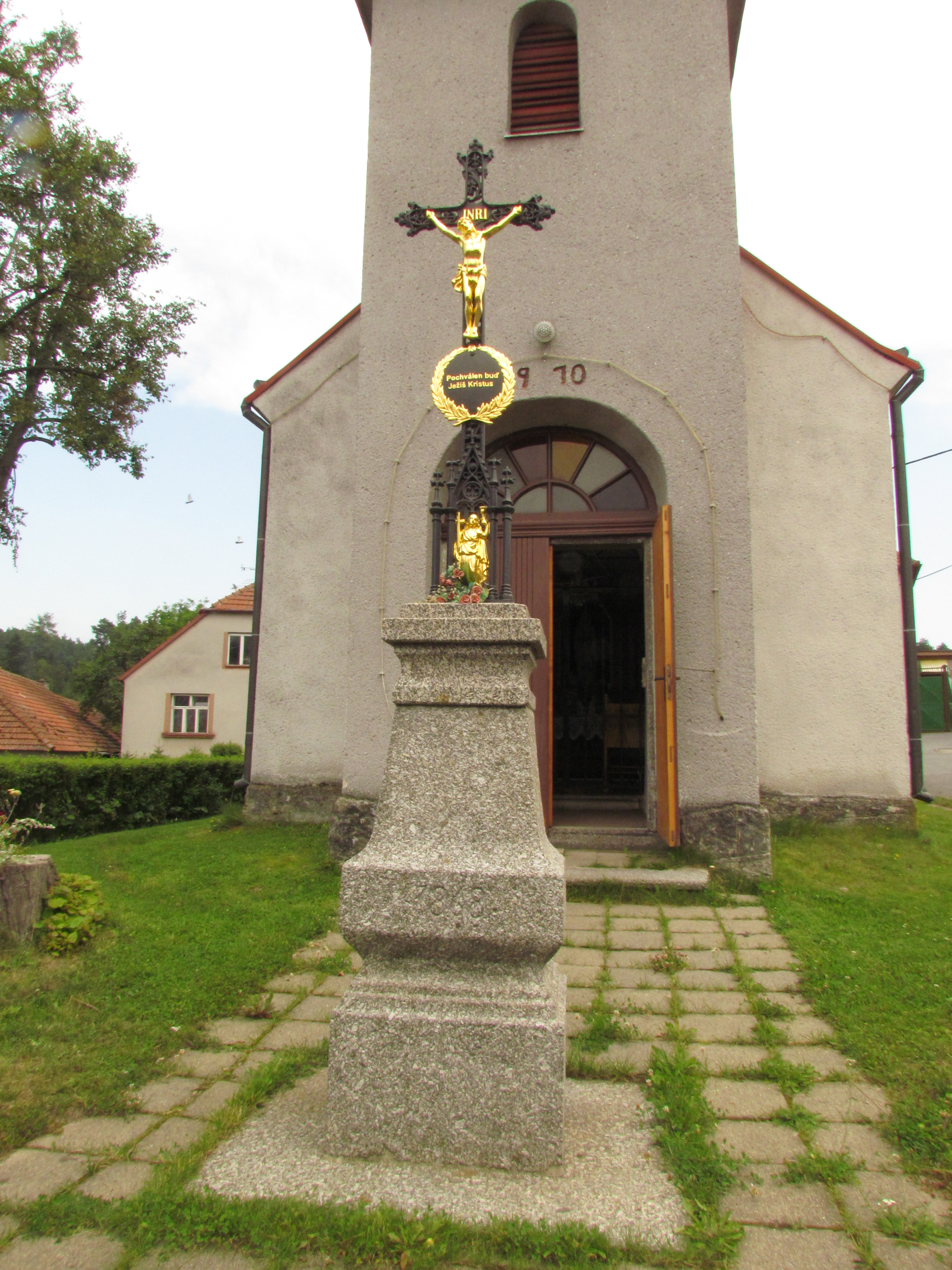
Kříž u kaple
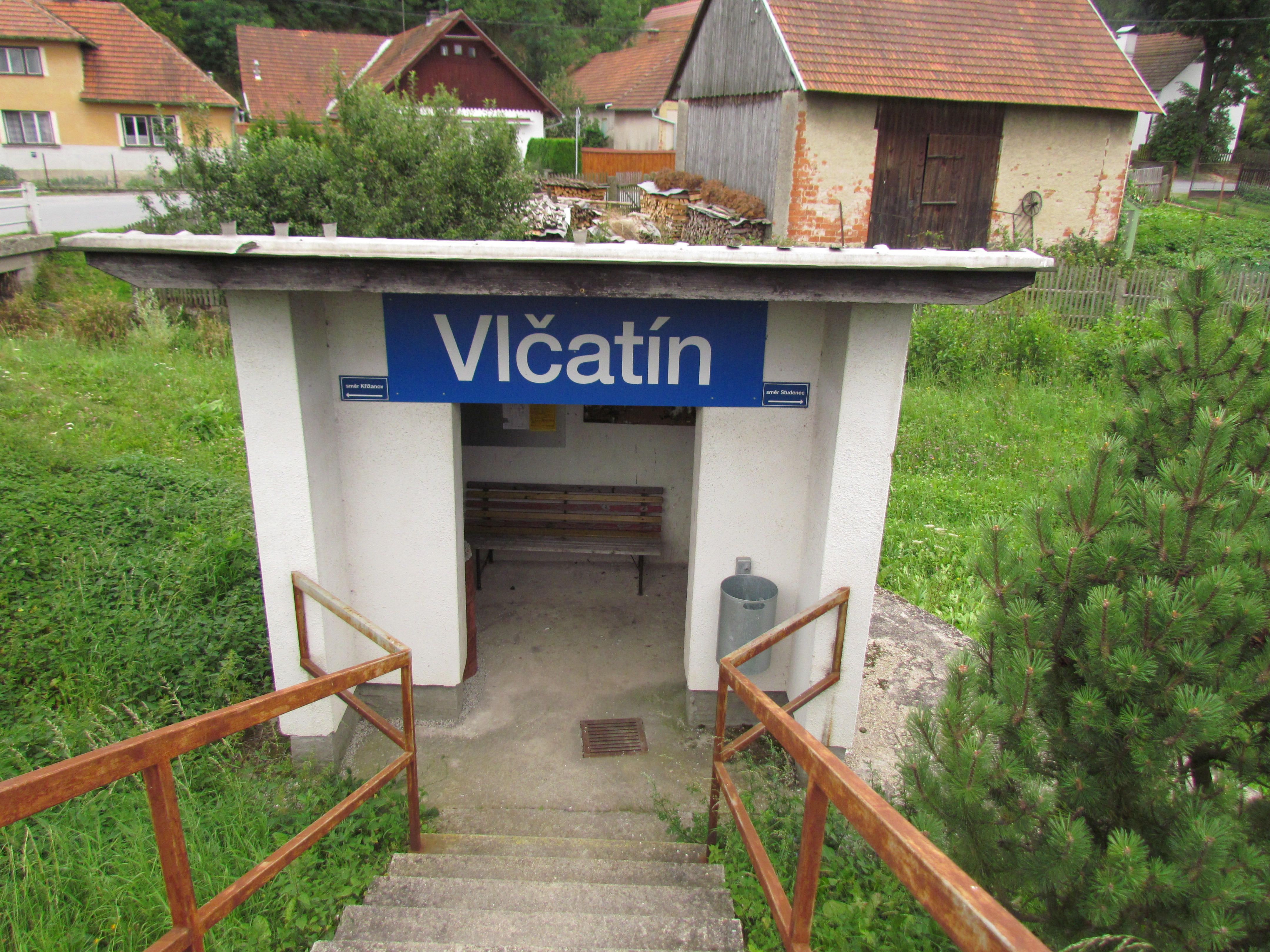
Zastávka u železniční trati
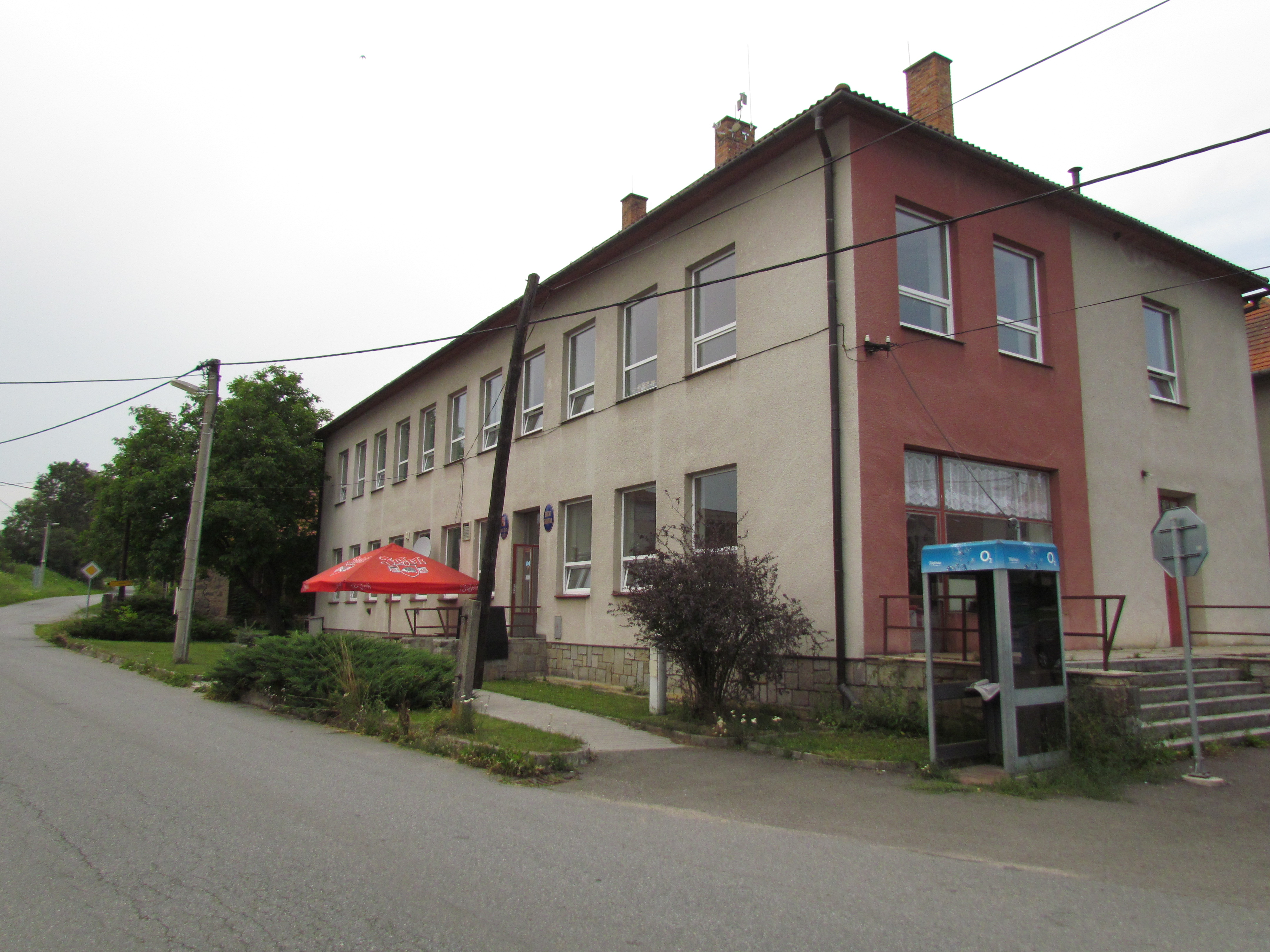
Obecní úřad
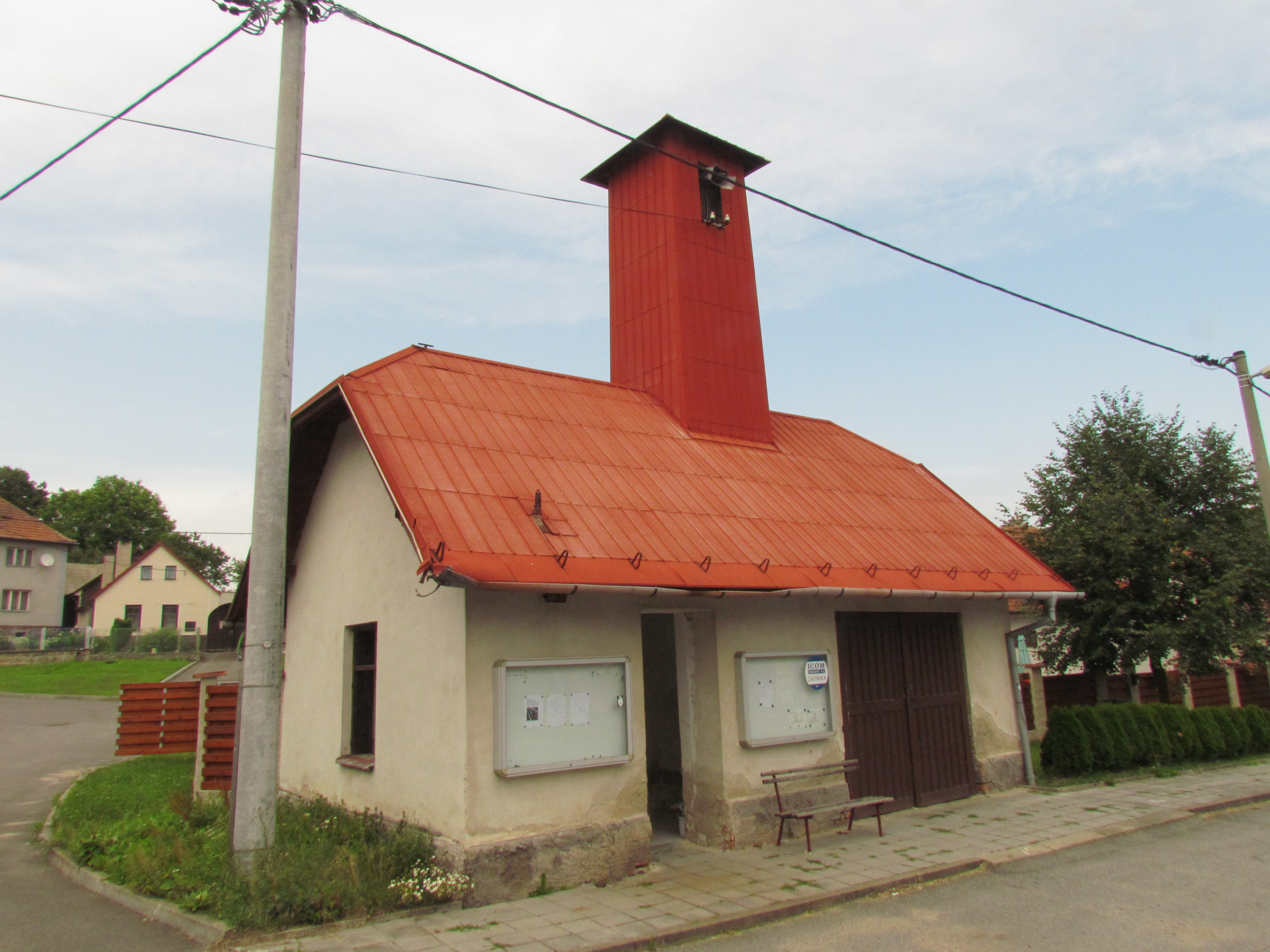
Autobusová zastávka
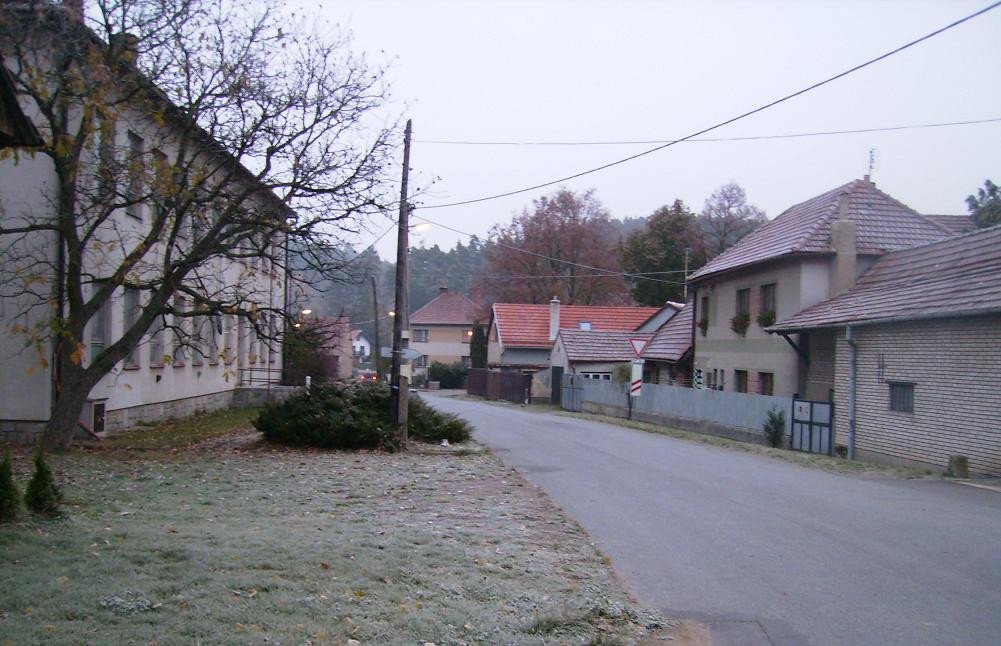
Hlavní ulice